# شفيقة قرايشي
شفيقة قرايشي هي ناشطة أفغانية في مجال حقوق المرأة. وكانت في عام 2010 كولونيل في الشرطة، وعملت في مجال حقوق الإنسان وحقوق الطفل داخل وزارة الداخلية الأفغانية، كما كانت تعمل كمديرة بين الجنسين داخل جهاز الشرطة الأفغانية. وقد قادت الفريق العامل على «إستراتيجية توظيف الجنسين الوطنية الأفغانية»، بهدف الحصول على 5000 امرأة للعمل في وزارة الداخلية، وجعل وزارة الداخلية أفضل في خدمة النساء في أفغانستان. عملت أيضا على زيادة الفوائد للمرأة العاملة مثل رعاية الأطفال، والرعاية الصحية ورعاية الأمومة، والأمن والتدريب على المهارات. وتمكنت من الحصول على الترقيات بالنسبة للمرأة العاملة في «الشرطة الوطنية الأفغانية» من الذين تصدروا للمظالم على مدى سنوات.
وقد تعطل عمل شفيقة لعدة سنوات خلال حكم طالبان في أفغانستان من منتصف التسعينات حتى عام 2001.
حصلت على جائزة أشجع امرأة دولية عام 2010.